# Hamazaspes I Mamiconi
Hamazaspes I Mamiconi (en armeni Համազասպ Ա Մամիկոնյան; mort el 432) va ser un membre de la família dels Mamiconis que va exercir la funció de sparapet, és a dir, "comandant en cap de l'exèrcit d'Armènia", un títol militar hereditari, i gran conestable, al voltant de l'any 416 fins al 432.

## Biografia
Cap text no dona el nom del pare d'Hamazaspes. D'acord amb Cyrille Toumanoff, Hamazaspes era probablement el germà i successor com sparapet d'Artavasdes Mamiconi, ambdós germans fills de Manuel Mamiconi. Christian Settipani pensa que seria fill d'un Artasès (Artašir) fill de Manuel Mamiconi i, per tant, el seu net. René Grosset situa la mort de Manuel cap a l'any 386 i uns anys més tard situa a Hamazaspes Mamiconi, casat amb Sahakanokht (Sahakanoysh), filla o hereva del patriarca sant Isaac Parthev (mort el 439) el gregòrida, darrer descendent mascle de Gregori l'Il·luminador) que li va aportar els tres principats gregòrides: la meitat de Taron, centrada a la ciutat d'Ashtishat, Bagravand o Bagrauandene i Ekeleac o Acilisene. Va aportar també el prestigi i l'autoritat moral que suposava ser la continuïtat dinàstica de sant Gregori.
Tot i que va ocupar el càrrec força temps, Hamazaspes és gairebé un desconegut. Deu la seva fama al seu casament i al fet que la seva esposa va ser qui va enfortir la dinastia per assegurar al seu fill i al seu net. Bahram IV, després de la mort de Isaac I Bagratuní que era Aspet, és a dir, "mestre de cavalleria") va concedir al fill Vardan aquesta dignitat a més de la de sparapet tradicionalment hereditària en els Mamiconis durant la dinastia Arsàcida, i amb això la família d'Hamazaspes Mamiconi va ascendir al rang de cinquena dinastia entre la noblesa d'Armènia.
Van tenir tres fills: Vardanes II, Maictes, mort a la batalla d'Avarair el 451 i declarat sant, i Hamazaspià Mamiconi, general armeni que va combatre a la revolta del 451.